# Michel Vitold
Michel Vitold (15 de septiembre de 1914 – 14 de junio de 1994) fue un actor y director teatral francés de origen ruso.

## Biografía
Su verdadero nombre era Mikhail Sayanoff , y nació en Járkov, Gobernación de Járkov, en aquel momento parte del Imperio ruso. Huyendo de la Unión Soviética, a los diez años de edad llegó a Francia con su familia. Aprendió francés en un colegio religioso y, a los trece años, abandonó sus estudios y se empleó en ocupaciones como limpiacristales, fabricante de pistolas de juguete y otras muchas hasta los 25 años de edad.
En dos ocasiones fracasó al intentar entrar en el Conservatorio. Sin embargo, hizo un breve aprendizaje de la profesión con Charles Dullin, Raymond Rouleau y Julien Bertheau, y finalmente fue alumno del Cours Simon, no abandonando en toda su vida la pasión por el teatro.
Vitold interpretó numerosas piezas de Jean Anouilh como Le voyageur sans bagage (1937) y Le Bal des voleurs (1938), de Jean-Paul Sartre como A puerta cerrada (1944), Morts sans sépulture (1946) y Nekrassov (1955), además de varias obras de Jean Cocteau.
Actuó en los inicios del Festival de Aviñón, bajo dirección de su fundador, Jean Vilar, en el año 1948 en Scheherazade, de Jules Supervielle. Como actor teatral también trabajó con la Compagnie des Quatre Saisons, y formó parte de la Comédie-Française desde 1983 a 1985. Su última actuación teatral tuvo lugar en el Teatro du Lucernaire, en París, en 1987, en la obra Contes bariolés.
Vitold también trabajó para el cine, siendo especialmente recordada su actuación en el papel de un banquero en Judex. Otras de sus películas destacadas fueron Le Testament du docteur Cordelier (de Jean Renoir, junto a Yves Montand) y L’Aveu (de Costa-Gavras). A lo largo de su carrera rodó con otros directores de prestigio, entre ellos Jean Delannoy, Edouard Molinaro, Michel Deville, Jacques Deray, Claude Autant-Lara y Alain Corneau. 
En televisión participó, entre otras, en las producciones Oncle Vania, La mort du titan, Pierre de Coubertin, Madame la Juge, Las brigadas del tigre, Les Cinq Dernières Minutes, etc. 
Michel Vitold falleció en 1994 en Clamart, Francia.

## Filmografía

### Década de 1930
- 1938 : Adrienne Lecouvreur, de Marcel L'Herbier
  - Entrée des artistes, de Marc Allégret
  - Accord final, de Ignacy Rosenkranz
  - Orage, de Marc Allégret

### Década de 1940
| - 1942 : La Symphonie fantastique, de Christian Jaque - La Nuit fantastique, de Marcel L'Herbier - Mariage d'amour, de Henri Decoin - 1943 : Madame et le mort, de Louis Daquin - Malaria, de Jean Gourguet - Ceux du rivage, de Jacques Séverac - Le Brigand gentilhomme, de Émile Couzinet - 1944 : L'Aventure est au coin de la rue, de Jacques Daniel-Norman - L'Île d'amour, de Maurice Cam | - 1945 : Enquête du 58, de Jean Tedesco - François Villon, de André Zwobada - Le Jugement dernier, de René Chanas - 1946 : Le Visiteur, de Jean Dréville - 1947 : Goémons, de Yannick Bellon - Rouletabille joue et gagne, de Christian Chamborant - 1948 : Rouletabille contre la dame de pique, de Christian Chamborant - 1949 : Le Secret de Mayerling, de Jean Delannoy |

### Década de 1950
| - 1950 : La Montagne est verte, de Jean Lehérissey - 1951 : Jouons le jeu - 1951 : Messalina, de Carmine Gallone - 1953 : Mon cœur est dans les Highlands (telefilm) | - 1954 : Les Révoltés de Lomanach, de Richard Pottier - 1957 : La Nuit des rois - 1959 : Maigret et l'affaire Saint-Fiacre, de Jean Delannoy - 1959 : Le Testament du docteur Cordelier, telefilm de Jean Renoir |

### Década de 1960
| - 1960 : Vacances en enfer, de Jean Kerchbron - 1960 : L'Ennemi dans l'ombre, de Charles Gérard - 1962 : Les Ennemis, de Edouard Molinaro - 1962 : Rififi à Tokyo de Jacques Deray : Merigne - 1962 : Adorable Menteuse, de Michel Deville - 1962 : La Gamberge, de Norbert Carbonnaux - 1962 : Arsène Lupin contre Arsène Lupin, de Edouard Molinaro - 1962 : Denis Asclepiade (telefilm) - 1962 : Oncle Vania (telefilm) - 1963 : Ballade pour un voyou, de Jean-Claude Bonnardot - 1963 : Judex, de Georges Franju - 1963 : Le Troisième Concerto, de Marcel Cravenne - 1963 : Caterina, telefilm de Gérard Herzog | - 1964 : Les Pas perdus, de Jacques Robin - 1965 : Esope (telefilm) - 1965 : Le Théâtre de la jeunesse : Sans famille - 1965 : Thomas el impostor (Thomas l'imposteur), de Georges Franju - 1965 : Le Chant du monde, de Marcel Camus - 1966 : Corsaires et flibustiers (serie TV) - 1966 : La Mouette, telefilm de Gilbert Pineau - 1967 : Lagardère (serie TV) - 1967 : Le Théâtre de la jeunesse : Le Secret de Wilhelm Storitz, de Éric Le Hung - 1968 : Le Franciscain de Bourges, de Claude Autant-Lara - 1969 : La Bande à Bonnot, de Philippe Fourastié - 1969 : Le Soleil des eaux (telefilm) |

### Década de 1970
| - 1970 : Le Tribunal de l'impossible : Un esprit nommé Katie King - "Departamento de asuntos archivados" (serie TV), episodio Le cilise - 1970 : L'Aveu, de Costa-Gavras - 1970 : Au théâtre ce soir : Doce hombres sin piedad, de Reginald Rose, escenografía de Michel Vitold, dirección de Pierre Sabbagh, Teatro Marigny - 1971 : Quentin Durward, serie TV de Gilles Grangier - 1972 : Le Sagouin (telefilm) - Les Évasions célèbres (serie TV) : episodio "Attale, esclave Gaulois" - La Cerisaie - Les Dossiers de Me Robineau , de Nat Lilenstein : Cette mort si proche - "L'Homme qui revient de loin" (serie TV) - L'Homme qui revient de loin, serie de Michel Wyn - 1974 : La Dernière Carte (telefilm) - "Malaventure" (serie TV), episodio Monsieur Seul - Le Juge et son bourreau (telefilm) - 1974 : Le Mouton enragé, de Michel Deville - France société anonyme, de Alain Corneau - 1975 : Azev : le tsar de la nuit (telefilm) - "Des Christoffel von Grimmelshausen abenteuerlicher Simplicissimus" (serie TV) - "Erreurs judiciaires" (serie TV) - "Salvator et Les Mohicans de Paris", serie de Bernard Borderie - "Les Cinq Dernières Minutes" (serie TV) - episodio Le lièvre blanc aux oreilles noires, de Claude Loursais - episodio Un cœur sur mesure (1981), de Claude de Givray - "Las brigadas del tigre", de Victor Vicas (serie TV) - episodio La couronne du Tsar - episodio La grande duchesse Tatiana (1983) | - 1977 : "Dossiers : Danger immédiat" (serie TV) episodio La victime choisie - "Recherche dans l'intérêt des familles", de Philippe Arnal (serie TV), episodio Fausse manœuvre - Le Loup blanc, de Jean-Pierre Decourt (telefilm) - 1978 : Genre masculin, de Jean Marbœuf - 1978 : "Madame le juge" (serie TV) - "Ces merveilleuses pierres" (serie TV) - 1979 : Le Tourbillon des jours (serie TV) - Le Dernier Mélodrame (telefilm) - Le Loup-Cervier (telefilm) - Le Procès de Riom (telefilm) |

### Década de 1980
| - 1980 : Tarendol (telefilm) - La Vie de Pierre de Coubertin (telefilm) - Les Dames de cœur (serie TV), episodio Un amour d'émir - 1981 : "Les Fiancées de l'Empire" (serie TV) - Le Calvaire d'un jeune homme impeccable (telefilm) - Sept hommes en enfer (telefilm) - Martine Verdier (serie TV) - 1981 : Les Cinq Dernières Minutes, de Claude de Givray, episodio Un cœur sur mesure - 1982 : La Nuit de Varennes, de Ettore Scola - 1982 : Fort comme la mort (telefilm) - La Steppe (telefilm) | - 1983 : Le Clou, de Philippe Le Guay - 1984 : Il Quartetto Basileus, de Fabio Carpi - 1984 : La Lanterne des morts, de Francis Fehr - 1985 : Le Génie du faux (telefilm) - 1986 : Claire, de Lazare Iglesis - "Traquenards" (serie TV), episodio L'héritage maudit - 1988 : La Bête féroce, de Magali Cerda - 1988 : Les Enquêtes du commissaire Maigret, serie TV de Michel Subiela, episodio Le Témoignage de l'enfant de chœur - 1989 : Haute tension (serie TV), episodio Eaux troubles |

### Década de 1990
- 1990 : Les Matins chagrins, de Jean-Pierre Galeppe
  - Les Chevaliers de la table ronde, de Denis Llorca
- 1991 : V comme vengeance (serie TV), episodio Le billard écarlate
  - "La Florentine" (serie TV)
- 1992 : Listopad, de Lukas Karwowski
- 1993 : La Joie de vivre, de Roger Guillot

## Teatro

### Actor
- 1937 : Les Chevaliers de la table ronde, de Jean Cocteau, escenografía del autor, Teatro de l'Œuvre
- 1938 : Le bal des voleurs, de Jean Anouilh, escenografía de André Barsacq, Teatro des Arts
- 1940 : Le Loup-Garou, de Roger Vitrac, escenografía de Raymond Rouleau, Teatro des Noctambules
- 1941 : Cita en Senlis, de Jean Anouilh, escenografía de André Barsacq, Teatro de l'Atelier
- 1944 : A puerta cerrada, de Jean-Paul Sartre, escenografía de Raymond Rouleau, Théâtre du Vieux-Colombier
- 1944 : Le Dîner de famille, de Jean Bernard-Luc, escenografía de Jean Wall, Teatro de la Michodière
- 1945 : Los hermanos Karamazov, de Fiódor Dostoyevski, escenografía de André Barsacq, Teatro de l'Atelier
- 1945 : Les Bouches inutiles, de Simone de Beauvoir, Teatro des Carrefours
- 1946 : A puerta cerrada, de Jean-Paul Sartre, escenografía de Michel Vitold, Teatro de la Potinière
- 1946 : Morts sans sépulture, de Jean-Paul Sartre, escenografía deMichel Vitold, Teatro Antoine
- 1948 : Yerma, de Federico García Lorca, escenografía de Maurice Jacquemont, Teatro de los Campos Elíseos
- 1948 : Thermidor, de Claude Vermorel, Teatro Pigalle
- 1948 : Ricardo II, de William Shakespeare, escenografía de Jean Vilar, Festival de Aviñón
- 1948 : Sheherazade, de Jules Supervielle, escenografía de Jean Vilar, Festival de Aviñón, Teatro Edouard VII
- 1949 : Nuit des hommes, de Jean Bernard-Luc, escenografía de André Barsacq, Teatro de l'Atelier
- 1949 : Jeanne et ses juges, de Thierry Maulnier, escenografía de Maurice Cazeneuve, Parvis de la Catedral de Ruan
- 1950 : Le Bal des voleurs, de Jean Anouilh, escenografía de André Barsacq, Teatro des Arts
- 1950 : Henri IV, de William Shakespeare, escenografía de Jean Vilar, Festival de Aviñón
- 1951 : Dieu le savait !, de Armand Salacrou, escenografía de Jean Mercure, Teatro Saint-Georges
- 1952 : La Dame de trèfle, de Gabriel Arout, escenografía deMichel Vitold, Teatro Saint-Georges
- 1951 : Le Roi de la fête, de Claude-André Puget, escenografía de Claude Sainval, Teatro de los Campos Elíseos
- 1952 : La Résurrection des corps, de Loys Masson, escenografía de Michel Vitold, Teatro de l'Œuvre
- 1952 : Lorenzaccio, de Alfred de Musset, escenografía de Gérard Philipe, Festival de Aviñón
- 1953 : La Maison de la nuit, de Thierry Maulnier, escenografía de Marcelle Tassencourt, Teatro Hébertot
- 1954 : La Maison de la nuit, de Thierry Maulnier, escenografía de Marcelle Tassencourt, Teatro des Célestins
- 1954 : Mon coeur dans les Highlands, de William Saroyan escenografía de Michel Vitold, Teatro Hébertot
- 1955 : Nekrassov, de Jean-Paul Sartre, escenografía de Jean Meyer, Teatro Antoine
- 1956 : A puerta cerrada, de Jean-Paul Sartre, escenografía de Michel Vitold, Teatro en Rond
- 1956 : Les Amants puérils, de Fernand Crommelynck, escenografía de Tania Balachova, Teatro des Noctambules
- 1956 : La Reine des insurgés, de Ugo Betti, escenografía de Michel Vitold
- 1957 : Ce soir on improvise, de Luigi Pirandello, escenografía de Sacha Pitoëff, Teatro de l'Alliance française, Théâtre de l'Athénée
- 1958 : La Dame de trèfle, de Gabriel Arout, escenografía de Michel Vitold, Théâtre du Gymnase Marie-Bell
- 1958 : Doce hombres sin piedad, de Reginald Rose, escenografía de Michel Vitold, Teatro de la Gaîté-Montparnasse
- 1963 : La Danse de mort, de August Strindberg, escenografía de Michel Vitold y Frédéric Bart, Teatro de Lutèce
- 1964 : Caroline, de William Somerset Maugham, escenografía de Michel Vitold, Teatro Montparnasse
- 1964 : El malentendido, de Albert Camus, escenografía de Michel Vitold, Teatro Gramont
- 1965 : A puerta cerrada de Jean-Paul Sartre, escenografía de Michel Vitold, Teatro Gramont
- 1965 : Les Chaises, de Eugène Ionesco, escenografía de Jacques Mauclair, Teatro Gramont
- 1966 : Les Bouquinistes, de Antoine Tudal, escenografía de Claude Confortès, Teatro Récamier
- 1966 : Marat-Sade, de Peter Weiss, escenografía de Jean Tasso y Gilles Segal, Teatro Sarah Bernhardt
- 1969 : El misántropo, de Molière, escenografía de Michel Vitold, Théâtre du Vieux-Colombier
- 1969 : Platonov, de Antón Chéjov, escenografía de Bernard Jenny, Théâtre du Vieux-Colombier
- 1970: Ivanov, de Antón Chéjov, escenografía de Michèle Sayanoff, Théâtre de l'Athénée (Paris)
- 1970 : Doce hombres sin piedad, de Reginald Rose, escenografía de Michel Vitold, Teatro Marigny
- 1972 : Los hermanos Karamazov, de Fiódor Dostoyevski, escenografía de Georges Vitaly, Teatro Graslin
- 1976 : Le Genre humain, de Jean-Edern Hallier, escenografía de Henri Ronse, Espace Pierre Cardin
- 1981 : Le Rêveur, de Jean Vauthier, escenografía de Michel Vitold, Teatro Moderne
- 1982 : Los endemoniados, de Fiódor Dostoyevski, escenografía de Denis Llorca, Centre théâtral de Franche-Comté, Festival de Aviñón, Nouveau Théâtre de Niza
- 1983 : Mes Dernières Paroles-Ecritures contemporaines, de Georges Bensoussan, Festival de Aviñón
- 1984 : Cinna, de Pierre Corneille, escenografía de Jean-Marie Villégier, Comédie-Française
- 1985 : Cacchas - Contes bariolés, de Antón Chéjov, escenografía de Michel Vitold y Gérard Vantaggioli
- 1987 : Cacchas - Contes bariolés, de Antón Chéjov, escenografía de Michel Vitold y Gérard Vantaggioli, Teatro du Lucernaire
- 1988 : Nuit d'amour, de Patrick Delperdange y Anita Van Belle, escenografía de Gabriel Garran, Teatro 13

### Director
- 1945 : Les Bouches inutiles, de Simone de Beauvoir, Teatro des Carrefours
- 1946 : A puerta cerrada, de Jean-Paul Sartre, Teatro de la Potinière
- 1946 : Morts sans sépulture, de Jean-Paul Sartre, Teatro Antoine
- 1949 : Pas d'amour, de Ugo Betti, adaptación de Maurice Clavel, Teatro des Noctambules
- 1950 : Notre peau, de José-André Lacour, Teatro de l'Œuvre
- 1952 : La Dame de trèfle, de Gabriel Arout, Teatro Saint-Georges
- 1952 : La Résurrection des corps, de Loys Masson, Teatro de l'Œuvre
- 1953 : La Maison de la nuit, de Thierry Maulnier, dirigida junto a Marcelle Tassencourt, Teatro Hébertot
- 1954 : Mon coeur dans les Highlands, de William Saroyan, Teatro Hébertot
- 1956 : A puerta cerrada, de Jean-Paul Sartre, Teatro en Rond
- 1956 : La Reine des insurgés, de Ugo Betti
- 1958 : Papa Bon Dieu, de Louis Sapin, Teatro de l'Alliance française
- 1958 : La Dame de trèfle, de Gabriel Arout, Théâtre du Gymnase Marie-Bell
- 1958 : Doce hombres sin piedad, de Reginald Rose, Teatro de la Gaîté-Montparnasse
- 1959 : Bon Week-End Mr. Bennett, de Paule de Beaumont a partir de Arthur Watkin, Teatro de la Gaîté-Montparnasse
- 1960 : Constance, de William Somerset Maugham, Teatro Sarah Bernhardt
- 1961 : Lawrence de Arabia, de Terence Rattigan, Teatro Sarah Bernhardt
- 1961 : Británico, de Jean Racine, Comédie-Française
- 1963 : Crimen y castigo, de Fiódor Dostoyevski, adaptación de Gabriel Arout, Comédie-Française
- 1963 : La Danse de mort, de August Strindberg, dirigida junto a Frédéric Bart, Teatro de Lutèce
- 1964 : Caroline, de William Somerset Maugham, Teatro Montparnasse
- 1964 : Comme les chardons..., de Armand Salacrou, Comédie-Française
- 1964 : El malentendido, de Albert Camus, Teatro Gramont
- 1965 : A puerta cerrada, de Jean-Paul Sartre, Teatro Gramont
- 1967 : La Putain respectueuse, de Jean-Paul Sartre
- 1969 : El misántropo, de Molière, Théâtre du Vieux-Colombier
- 1970 : Doce hombres sin piedad, de Reginald Rose, Teatro Marigny
- 1975 : El idiota, de Fiódor Dostoyevski, adaptación de Gabriel Arout, Comédie-Française en el Teatro Marigny
- 1981 : Le Rêveur, de Jean Vauthier, Teatro Moderne
- 1985 : Cacchas - Contes bariolés, de Antón Chéjov, dirigida con Gérard Vantaggioli
- 1987 : Cacchas - Contes bariolés, de Antón Chéjov, dirigida junto a Gérard Vantaggioli, Teatro du Lucernaire

## Galardones
- Premio Dominique a la dirección teatral de 1958 por Doce hombres sin piedad, adaptación de André Obey